# Inti-Illimani Histórico
Inti-Illimani Histórico sono un gruppo vocale e strumentale cileno formato da Horacio Duran, Horacio Salinas e José Seves, fuoriusciti dagli Inti-Illimani, nel 2004.

## Storia
Tra il 1998 ed il 2004, in tempi e circostanze diverse, sono usciti dal gruppo tre componenti degli Inti-Illimani (José Seves, che rientrerà in formazione per un breve periodo successivo; Horacio Salinas, e da ultimo Horacio Duran).
Nel 2004 Horacio Duran, con Salinas e Seves, forma il nuovo gruppo Inti-Illimani Histórico. Data l'importanza dei componenti fuoriusciti, si pone la questione, anche in sede giudiziaria, in merito a chi abbia il diritto a mantenere il nome e il marchio Inti-Illimani, che nel frattempo si è costituito anche come società artistica. Il problema, tuttora in corso, non impedisce alle due formazioni di proseguire normalmente le rispettive attività; ad ogni modo, dal 2005 il famoso logo del gruppo è di fatto rappresentato come Inti-Illimani ®.

## Formazione
- Horacio Salinas - direttore musicale, chitarra, grancassa, sicus e voce
- Horacio Duran - charango, tiple e percussioni
- Josè Seves - chitarra, tiple, kena, cajón, sicus e voce
- Danilo Donoso - percussioni e voce
- Fernando Julio - basso e voce
- Camilo Salinas - pianoforte, fisarmonica e voce

## Discografia parziale

### Album in studio
- 2006 – Esencial
- 2010 – Travesura
- 2014 – Inti-Illimani Histórico canta a Manns
- 2017 – Fiesta 50 años

### Album dal vivo
- 2005 – Música en la memoria Inti+Quila juntos en Chile (con i Quilapayún)
- 2006 – Antologia en vivo
- 2012 – Eva Ayllón + Inti-Illimani Histórico (con Eva Ayllón)
- 2012 – Homenaje a Víctor Jara (con i Quilapayún)
- 2018 – Malé

### Raccolte
- 2007 – Antologia: Grandes exitos en vivo en el Estadio Victor Jara

### Partecipazioni
- 2006 – AA.VV. Tributo a Inti-Illimani Histórico. A la salud de la música